# MESSENGER
MESSENGER (englisch Mercury Surface, Space Environment, Geochemistry and Ranging; deutsch etwa „Merkur-Oberflächen-, Umwelt-, Geochemie- und Entfernungsmessung“) war eine NASA-Raumsonde des Discovery-Programms, die den sonnennächsten Planeten Merkur erforschte. Die Abkürzung ergibt das englische Wort für ‚Bote‘ und bezieht sich so auch auf den römischen Gott Mercurius, den Götterboten. Die Sonde startete am 3. August 2004. Auf ihrem Weg in den inneren Teil des Sonnensystems gab sie in mehreren Vorbeiflugmanövern an Erde, Venus und Merkur so viel Bewegungsenergie ab, dass sie am 18. März 2011 beim vierten Vorbeiflug am Merkur mit einem 15-minütigen Bremsmanöver in eine Umlaufbahn um den Planeten einschwenkte. Die Mission endete am 30. April 2015, als die Sonde nach Aufbrauchen des Treibstoffs auf Merkur einschlug.
Messenger war nach Mariner 10 die zweite Raumsonde, die den Merkur besuchte, und die erste, die ihn als Orbiter umrundete. 2018 wurde BepiColombo von ESA und JAXA als Nachfolgemission gestartet, die mit zwei Orbitern und zusätzlichen Instrumenten die Forschung noch einmal wesentlich vorantreiben soll. 
Die Mission wurde vom Applied Physics Laboratory (APL) der Johns Hopkins University geleitet, das die Raumsonde auch gebaut hat. Die Instrumente wurden sowohl vom APL als auch vom Goddard Space Flight Center der NASA, von der University of Michigan und der University of Colorado geliefert. Die Kosten der Mission inklusive der Raumsonde und ihrer Instrumente, der Trägerrakete sowie der Missionsdurchführung und Datenanalyse bis zum Ende der Primärmission im März 2012 betrugen etwa 427 Millionen US-Dollar.

## Missionsziele

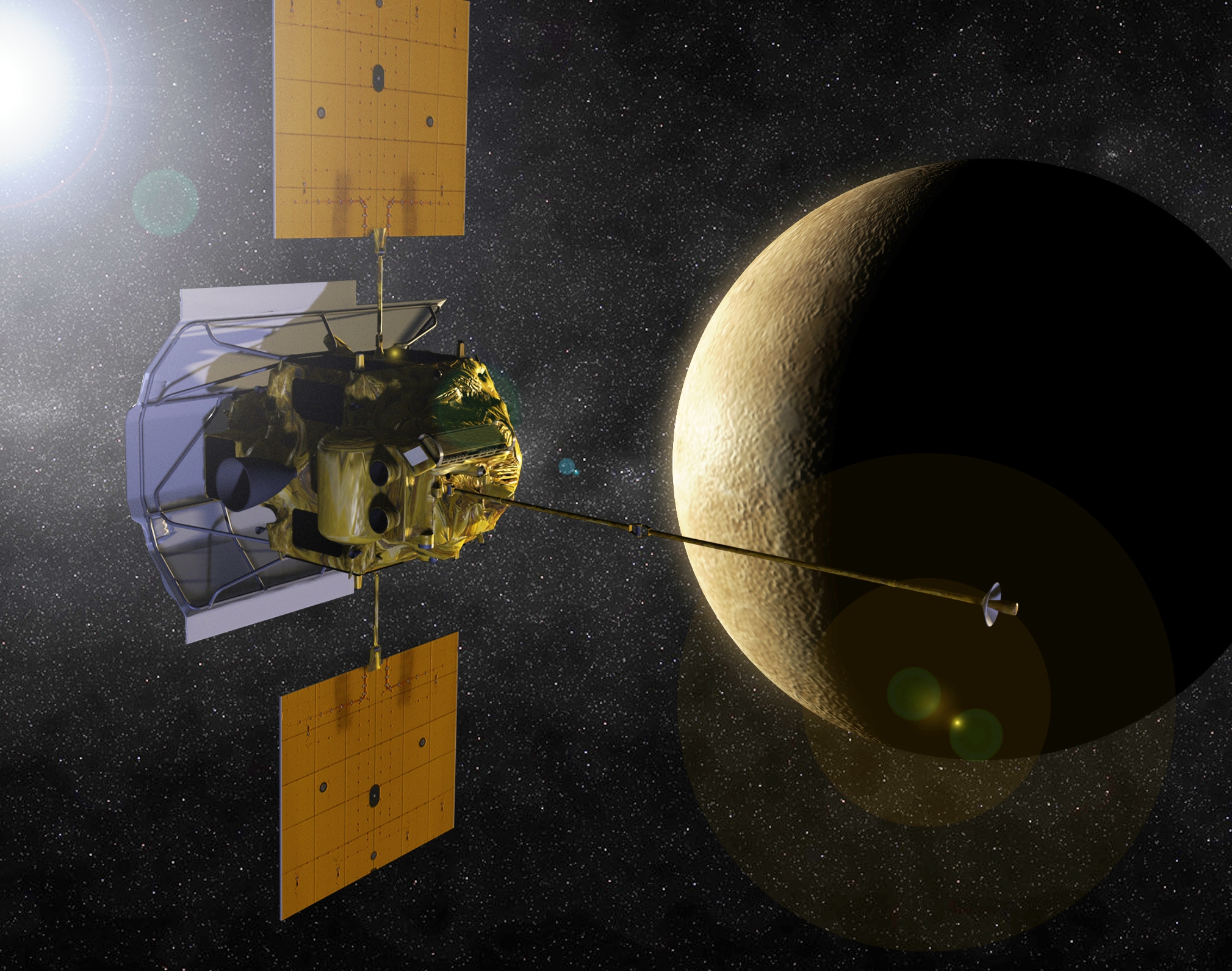
Zeichnerische Darstellung Messengers in der Nähe des Merkurs

Merkur gehört zu den am wenigsten erforschten Planeten des Sonnensystems. Dies liegt vor allem an den für Raumsonden sehr unwirtlichen Bedingungen in der Nähe der Sonne, wie der hohen Temperatur und intensiven Strahlung, sowie an zahlreichen technischen Schwierigkeiten, die bei einem Flug zum Merkur in Kauf genommen werden müssen. Selbst von der Erdumlaufbahn aus sind die Beobachtungsbedingungen zu ungünstig, um ihn mit Teleskopen beobachten zu können.
Merkur wurde bis zum ersten Vorbeiflug Messengers nur von einer einzigen Raumsonde besucht, der US-amerikanischen Mariner 10, die von 1974 bis 1975 dreimal den Planeten passierte. Dabei konnten jedoch lediglich 45 Prozent seiner Oberfläche kartiert werden. Zusätzlich untersuchte Mariner 10 Merkur im Infraroten, im UV-Licht und nahm Messungen des Magnetfeldes sowie der geladenen Partikel vor.
Im Gegensatz zur Mariner-10-Sonde, die lediglich Vorbeiflüge am Merkur durchführte, konnte Messenger aus einer Umlaufbahn heraus den Planeten mit seinen zahlreichen Instrumenten weitaus genauer erforschen.
Die Primärmission der Sonde im Merkurorbit war für genau ein Jahr ausgelegt. Messenger konnte dabei erstmals den Planeten vollständig kartieren und widmete sich speziell der Untersuchung der geologischen Geschichte des Merkurs sowie seiner Zusammensetzung. Weiterhin sollte die Sonde nach dem Ursprung des Magnetfeldes suchen, die Größe und den Zustand des Planetenkerns bestimmen, die Polarkappen des Planeten untersuchen sowie die Exosphäre und die Magnetosphäre erforschen.

## Aufbau

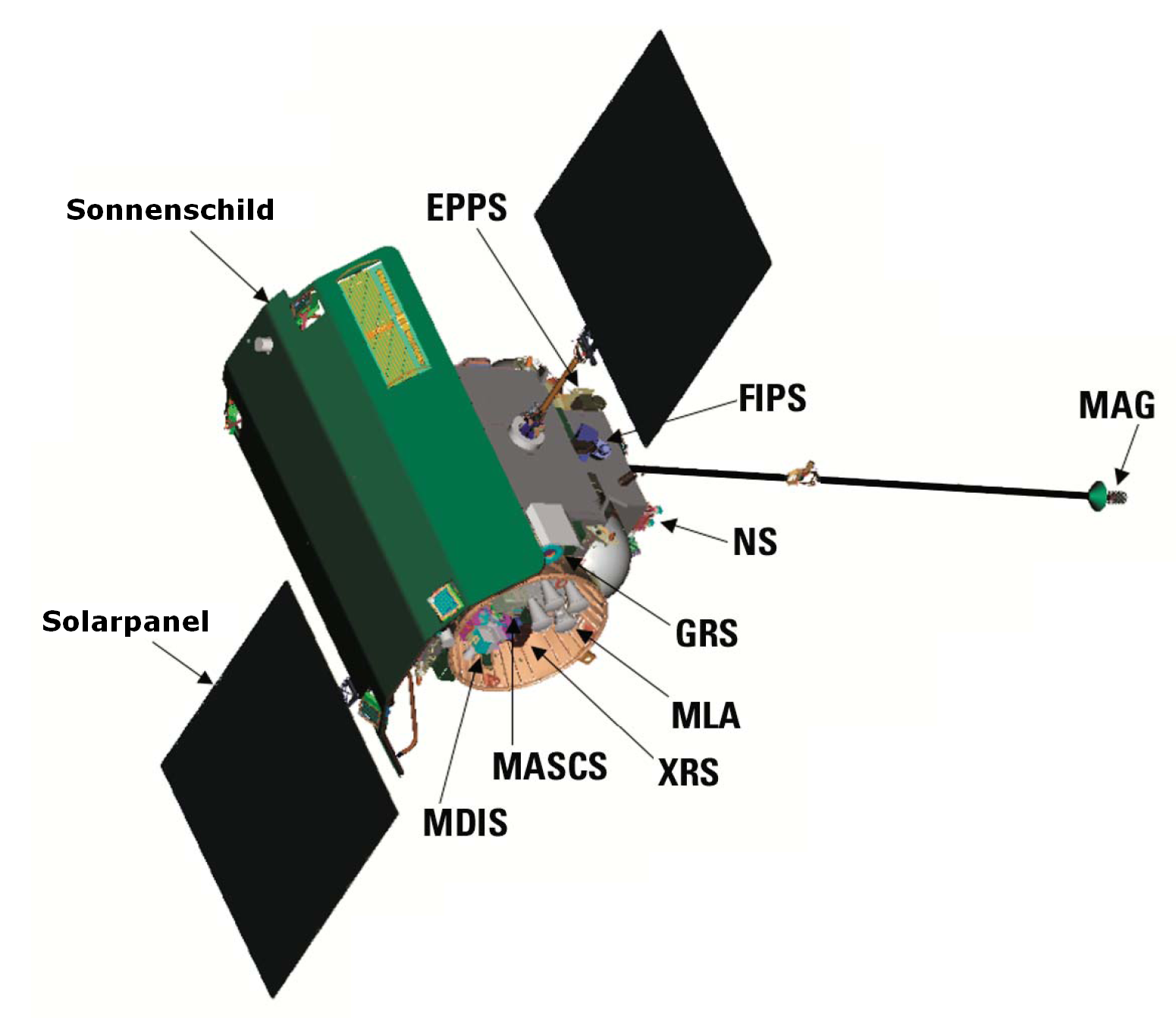
Aufbau Messengers

Messenger bestand aus einem 1,27 m × 1,42 m × 1,85 m (= 3,3 m3) großen Körper und wurde durch einen halbzylindrischen, etwa 2,5 m hohen und 2 m breiten Schutzschild vor Sonneneinwirkung geschützt.
Lediglich zwei Solarpaneele an gegenüberliegenden Seiten des Körpers sowie ein 3,6 m langer Magnetometerausleger waren außerhalb des Schutzschildes angebracht.
Die Gesamtstartmasse der Raumsonde betrug 1093 kg; dabei wog die Sonde selbst 485,2 kg, die restlichen 607,8 kg entfielen auf den mitgeführten Treibstoff (Hydrazin und Stickstofftetroxid) sowie Helium-Druckgas. Das Haupttriebwerk war ein LEROS-1b-Triebwerk mit 635 N Schub.

## Instrumente
Messenger trug sieben wissenschaftliche Instrumente, zudem wurde das Kommunikationssystem der Raumsonde zur Bestimmung des Gravitationsfeldes des Merkur verwendet (Radio Science). Fünf der Instrumente waren im unteren Teil der Sonde angebracht, eins (EPPS) im oberen sowie an der Seite und das MAG an einem 3,6 m langen Ausleger.

### Mercury Dual Imaging System (MDIS)

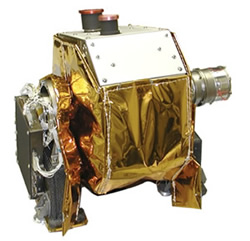
Mercury Dual Imaging System (MDIS)

MDIS bestand aus einer Weitwinkelkamera mit einem Blickfeld von 10,5° und einer Schmalwinkelkamera mit einem Blickfeld von 1,5°. Das Licht trat in das Instrument durch ein 12 cm × 12 cm großes Fenster, welches nur das sichtbare und Nahinfrarot-Licht bis zu einer Wellenlänge von 1,1 µm durchließ. Die Hauptaufgaben von MDIS waren: Farbaufnahmen des Merkurs während der Vorbeiflüge, hochauflösende Aufnahmen ausgewählter Gebiete und Stereobilder für hochauflösende Topografie. Ein globales monochromes Mosaik des Merkur mit einer mittleren Auflösung von 250 m pro Bildpunkt sollte während der ersten sechs Monate der Mission erstellt werden. Während der nächsten sechs Monate sollte die Aufnahme des Mosaiks aus einem anderen Winkel wiederholt werden, um so Stereobilder erzeugen zu können.
Weitwinkel-Farbaufnahmen mit allen zehn Farbfiltern sollten für etwa 40 % der Oberfläche erstellt werden.
Die Weitwinkelkamera verfügte über ein achromatisches Cooke-Triplet-Objektiv mit einem Durchmesser von 30 mm und einer Brennweite von 79 mm. Die Kamera war mit einem 12-Positionen-Filterrad ausgestattet. Zwei der Filter waren Bandpässe mit einer Bandbreite von 100 nm, zentriert jeweils auf 600 nm und 750 nm. Weitere zehn Filter waren Farbfilter, zentriert auf 415 nm (40 nm Bandbreite), 480 (30), 560 (10), 650 (10), 750 (10), 830 (10), 900 (10), 950 (20), 1000 (30) und 1020 (40). Aufgenommen wurde das einfallende Licht von einem Frame-Transfer-CCD mit 1024 × 1024 Bildpunkten (Pixel). Jedes Pixel ist 14 µm² groß. Bilder in voller Pixelgröße konnten alle vier Sekunden, Teilbilder (512 × 512 oder kleiner) jede Sekunde gewonnen werden. Die Auflösung der Kamera betrug 72 m bei einer Entfernung von 200 km und 5,4 km bei 15.000 km Entfernung.
Die Schmalwinkelkamera verwendete ein Ritchey-Chretien-Teleskop mit einer Brennweite von 550 mm. Nur ein Filter stand der Kamera zur Verfügung. Ein mit dem der Weitwinkelkamera identischer CCD diente dem Erstellen der Aufnahmen. Die Auflösung betrug 5,2 m bei einer Entfernung von 200 km und 390 m bei 15.000 km Entfernung.
MDIS wog 7,9 kg und benötigte im Mittel 10 Watt Leistung. Insgesamt wurden bis zum Ende der Primärmission 12 Gb Daten von MDIS erwartet. Das Instrument wurde vom Applied Physics Laboratory der Johns Hopkins University entwickelt.

### Gamma-Ray and Neutron Spectrometer (GRNS)

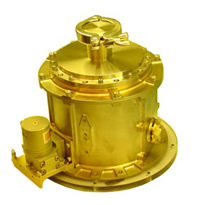
Gamma-Ray and Neutron Spectrometer (GRNS)

Mit dem GRNS wurde die Zusammensetzung des Merkurs erforscht, insbesondere sollte das Vorkommen solcher Elemente wie Sauerstoff (O), Silizium (Si), Schwefel (S), Eisen (Fe), Wasserstoff (H), Kalium (K), Thorium (Th) und Uran (U) untersucht werden. Mit GRNS sollte vor allem die geologische Geschichte des Planeten studiert und nach Eis an dessen Polkappen gesucht werden. Das Experiment bestand aus zwei Instrumenten: dem Gamma-Ray Spectrometer und dem Neutron Spectrometer.
Das Gamma-Ray Spectrometer maß Gammastrahlung, die entweder durch das Bombardement mit galaktischer kosmischer Strahlung (O, S, Si, Fe, und H) oder durch natürlichen radioaktiven Zerfall (K, Th und U) entsteht, bis zu einer Bodentiefe von etwa 10 cm. Das Gamma-Ray Spectrometer war ein 31 cm hoher Zylinder, welcher den aktiv abgeschirmten Szintillator enthielt. Dieser war von einem 9 cm × 9,5 cm großen, 1,25 cm dicken Schild aus Bismutgermanat (BGO) geschützt, hinter dem sich ein Photomultiplier befand. Der Schild erlaubte ein Blickfeld von 45°. Als Detektor diente ein Germanium-Halbleiterkristall, welcher bis zu einer Temperatur von −183 °C gekühlt wurde. Der messbare Energiebereich lag bei 0,3 bis 10 MeV, die Integrationslänge betrug 5 min im Periapsis und 30 min im Apoapsis.
Das Neutron Spectrometer erfasste Niedrigenergie-Neutronen, welche durch das Bombardement mit kosmischer Strahlung und anschließenden Kollisionen mit wasserstoffreichem Material in den oberen 40 cm der Planetenoberfläche entstehen. Das Spektrometer bestand aus zwei schaufelförmigen GS20-Glas-Szintillatoren (6,6 % Lithium) mit einer Fläche von jeweils 80 cm² und einer Dicke von 6,5 cm, getrennt durch zwei neutron-absorbierenden BC454-Szintillatoren (borierter Kunststoff) mit einer Gesamtfläche von 80 cm². Die GS20-Szintillatoren maßen thermale, BC454-Szintillatoren epithermale und schnelle Neutronen.
GRNS wog 13,1 kg und benötigte im Mittel 4,5 Watt (maximal 23,6 Watt) Leistung. Insgesamt wurden bis zum Ende der Primärmission 3,9 Gb Daten von GRNS erwartet. Das Instrument wurde vom Applied Physics Laboratory der Johns Hopkins University entwickelt.

### Magnetometer (MAG)
Das Magnetometer vermaß das Magnetfeld des Merkur. Basierend auf den gelieferten Daten wurde ein dreidimensionales Modell der Magnetosphäre des Planeten erstellt. Um Störungen durch das bordeigene Magnetfeld zu vermeiden, war das Instrument an einem 3,6 m langen Ausleger montiert, welcher in die der Sonne entgegengesetzte Richtung zeigte. MAG maß die magnetische Flussdichte im Bereich von −1024 bis +1024 nT. Zur Quantisierung der gemessenen Werte standen 16 Bit zur Verfügung, die somit erreichbare Messauflösung lag bei 0,03 nT. Die Abtastrate des Detektors betrug 40 Hz, Messwerte konnten in einstellbaren Zeitabständen von 25 ms bis 1 s ausgelesen werden.
MAG wog zusammen mit dem Ausleger 4,4 kg und benötigte im Mittel 2 Watt (maximal 4,2 Watt) Leistung. Insgesamt wurden bis zum Ende der Primärmission ca. 440 MByte Daten vom Magnetometer erwartet. Das Instrument wurde vom Goddard Space Flight Center der NASA entwickelt.

### Mercury Laser Altimeter (MLA)

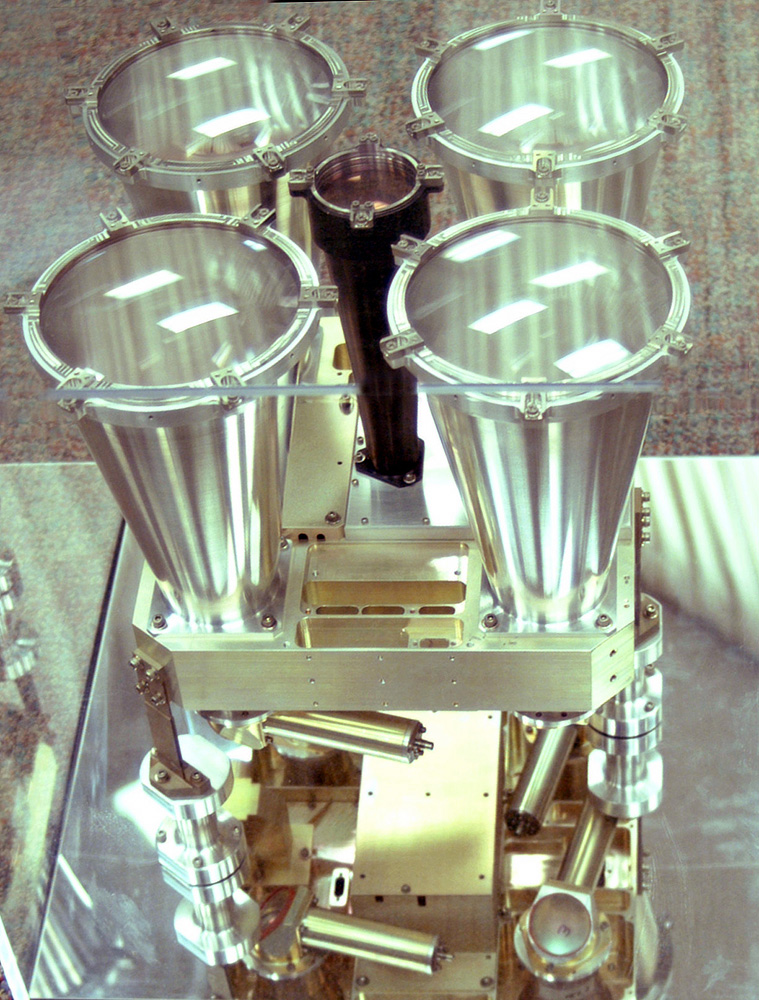
Mercury Laser Altimeter (MLA)

Mittels Laserpulsen, deren Laufzeit von der Sonde zum Merkur und zurück gemessen wurden, konnte MLA topographische Erkenntnisse über den Merkur gewinnen. Messungen konnten vorgenommen werden, sobald die Höhe der Umlaufbahn der Sonde weniger als 1000 km über der Planetenoberfläche lag. Da sich Messenger auf einer hochelliptischen Bahn bewegte, deren niedrigster Punkt bei 60° nördlicher Breite lag, konnte MLA nur die nördliche Planetenhemisphäre erfassen.
MLA basierte auf den Instrumenten MOLA (Mars Orbiter Laser Altimeter) der Raumsonde Mars Global Surveyor und GLAS (Geoscience Laser Altimeter System) des ICESat-Satelliten. Das Instrument verwendete einen Cr:Nd:YAG-Laser mit einer Wellenlänge von 1064 nm. Der Laser arbeitete mit einer Frequenz von 5 Hz und sendete Lichtpulse mit einer Energie von 20 mJ und einer Dauer von 5 ns aus. Die vom Planeten reflektierten Pulse wurden von einem Empfänger, bestehend aus vier Saphir-Linsen, aufgefangen. Die Transitzeit eines Lichtpulses wurde mit einer Genauigkeit von 3,3 ns gemessen, dies ergab eine Messauflösung von 0,5 m.
MLA wog 7,4 kg und benötigte im Mittel 20 Watt (maximal 38,6 Watt) Leistung. Insgesamt wurden bis zum Ende der Primärmission ca. 1,5 Gb Daten von MLA erwartet. Das Instrument wurde vom Goddard Space Flight Center der NASA entwickelt.

### Mercury Atmospheric and Surface Composition Spectrometer (MASCS)
Dieses Spektrometer erforschte die Zusammensetzung der Atmosphäre des Merkur. MASCS wog 3,1 kg und benötigte im Mittel 3 Watt (maximal 8,2 Watt) Leistung. Das Instrument wurde von der University of Colorado entwickelt.

### Energetic Particle and Plasma Spectrometer (EPPS)
EPPS maß die Beschaffenheit und Verteilung von geladenen Teilchen wie Elektronen und verschiedenen Ionen in Merkurs Magnetfeld. EPPS wog 3,1 kg und benötigte im Mittel 2 Watt (maximal 7,8 Watt) Leistung. Das Instrument wurde von der University of Michigan und vom Applied Physics Laboratory der Johns Hopkins University entwickelt.

### X-Ray Spectrometer (XRS)

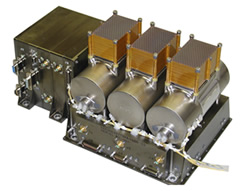
X-Ray Spectrometer (XRS)

Gamma- und Röntgenstrahlung von der Sonne kann auf der Merkur-Oberfläche Elemente dazu veranlassen, Röntgenstrahlung niedriger Energie auszusenden. XRS konnte diese aufspüren und damit Rückschlüsse auf die Zusammensetzung des Merkur zulassen. Dabei wurden von XRS die Elemente Magnesium (Mg), Aluminium (Al), Schwefel (S), Calcium (Ca), Titan (Ti) und Eisen (Fe) aus der oberen 1 mm dicken Oberflächenschicht detektiert.
XRS war eine modifizierte Version des Instrumentes XGRS der Raumsonde NEAR Shoemaker. XRS enthielt drei zylindrische, mit Gas gefüllte Proportionalzähler, die hinter einem 25 µm dicken Beryllium-Fenster angebracht waren. XRS wog 3,4 kg und benötigte im Mittel 8 Watt (maximal 11,4 Watt) Leistung. Insgesamt wurden bis zum Ende der Primärmission ca. 1,5 GB Daten von XRS erwartet. Das Instrument wurde vom Applied Physics Laboratory der Johns Hopkins University entwickelt.

### Radio Science (RS)
Im Rahmen des RS wurden durch das bordeigene Kommunikationssystem mittels des Dopplereffekts kleine Abweichungen in der Geschwindigkeit der Sonde gemessen. Aus diesen Daten lässt sich auf die Massenverteilung des Merkur schließen. Durch Radio-Okkultation wurden zudem die genauen Abmessungen des Planeten und die Amplitude seiner Libration gemessen. RS wird vom Goddard Space Flight Center der NASA geleitet.

## Missionsverlauf

### Vorbereitungen und Start

Messengers Flug zum Merkur

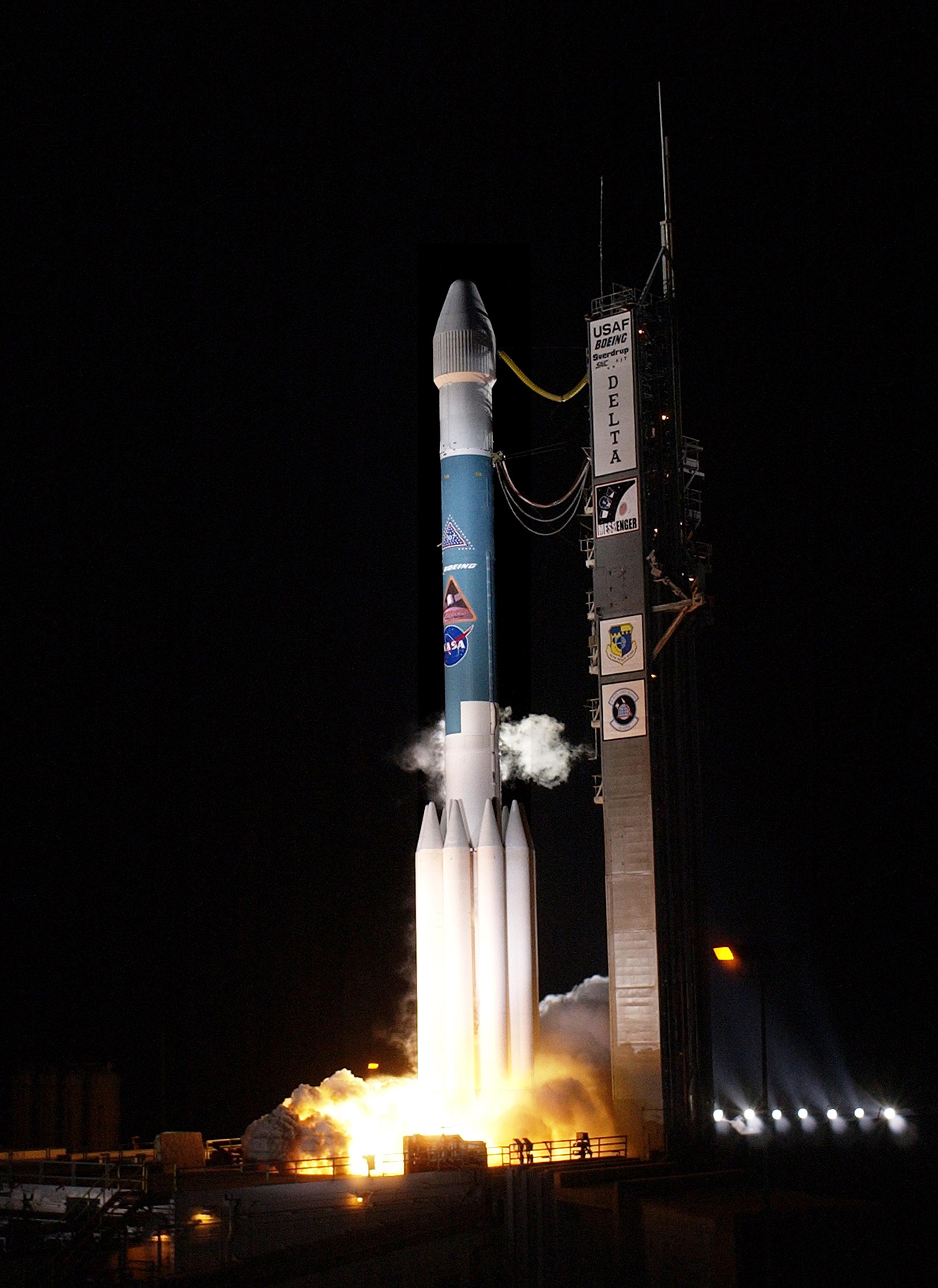
Start der NASA-Raumsonde Messenger an Bord einer Delta-II-7925H-Rakete

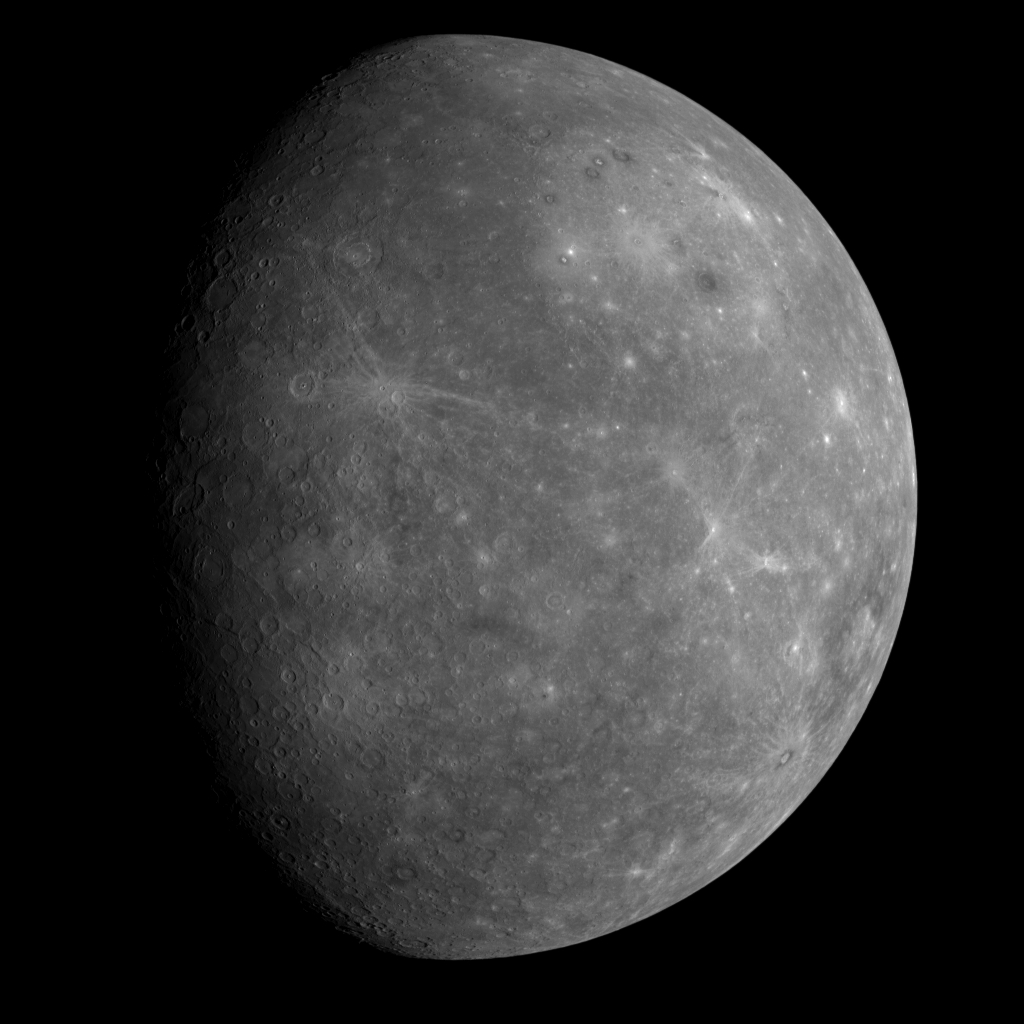
Erster Merkur-Fly-by im Januar 2008

Das Projekt einer Raumsonde zum Merkur namens Messenger war bereits 1997 unter den Finalisten der Discovery-Programm-Auswahl, konnte sich jedoch gegen andere Missionen nicht durchsetzen. Im März 1998 wurde Messenger erneut von der NASA in die Auswahl für eine Mission im Rahmen des Discovery-Programms einbezogen, im November 1998 war Messenger einer der fünf Finalisten mit der besten wissenschaftlichen Ausbeute von insgesamt 26 Vorschlägen. Schließlich wurde am 7. Juli 1999 Messenger zusammen mit Deep Impact zur Finanzierung im Rahmen des Discovery-Programms genehmigt. Die Kosten der Raumsonde wurden damals mit 286 Millionen US-Dollar beziffert.
Das zunächst geplante 19-tägige Startfenster im März 2004 und auch das zweite, 12-tägige Mitte Mai 2004 konnten aus technischen Gründen nicht eingehalten werden. Am 30. Juli 2004 öffnete sich dann erneut ein 15-tägiges Fenster. Ein Start am 2. August wurde jedoch wegen dichter Bewölkung über dem Weltraumbahnhof Cape Canaveral abgesagt. Am 3. August 2004 um 02:15:56 Ortszeit (EDT) startete die Sonde schließlich auf einer Trägerrakete vom Typ Delta II 7925H. Durch das neue Startfenster musste eine andere Flugbahn gewählt werden, welche die ursprünglich für 2009 geplante Ankunft um zwei Jahre nach hinten verschob.

### Swing-by-Manöver
Die Raumsonde war rund acht Milliarden Kilometer durch das Sonnensystem geflogen, als sie im März 2011 als erste in eine Umlaufbahn um den Merkur einschwenkte. Aus Gründen der Treibstoffersparnis mussten mehrere Swing-by-Manöver an Erde, Venus und Merkur durchgeführt werden. Dabei verlor die Sonde durch unsymmetrische Annäherung an die Planeten einen Teil ihrer Bahnenergie und wurde so abgebremst.
Das einzige Swing-by an der Erde fand am 2. August 2005 statt. Am 24. Oktober 2006 und am 5. Juni 2007 ging es per Swing-by bei der Venus vorbei. Bei diesen Gelegenheiten wurden auch einige Bordinstrumente aktiviert, um Messungen an den beiden Planeten durchzuführen.
Das erste von drei Swing-by-Manövern am Merkur fand am 14. Januar 2008 statt, das zweite am 6. Oktober 2008 und das letzte am 29. September 2009. Insgesamt bauten die drei Manöver etwa 33 % der Energie ab. Bei diesen Manövern flog Messenger jeweils in rund 200 km Höhe über die Planetenoberfläche, führte Messungen durch und kartographierte Regionen, die während der Vorbeiflüge von Mariner 10 nicht erfasst werden konnten. Nur beim dritten Swing-by konnten während des geringsten Abstands zum Merkur keine Beobachtungsdaten gewonnen werden, da die Sonde vier Minuten zuvor unerwartet für mehrere Stunden in den abgesicherten Modus umschaltete.

### Umrundungen und Ende der Mission
Am 18. März 2011 schwenkte die Sonde mit einem 15 Minuten langen Bremsmanöver (Geschwindigkeitsänderung 862,4 m/s) in einen Orbit um den Merkur ein. Die Sonde umrundete Merkur in Höhen zwischen 200 und 15.000 km. Wegen der langsamen Rotation des Planeten hatte die Umlaufbahn von Messenger eine spezielle Form, um Merkur jeweils im Sonnenlicht beobachten zu können und die Sonde nicht zu lange der von der Oberfläche reflektierten Sonnenhitze auszusetzen. Die extrem elliptische Umlaufbahn bewirkte, dass nicht alle Bereiche der Oberfläche in hoher Auflösung untersucht werden konnten.
Die erste Mission begann planmäßig am 4. April 2011. Dabei umflog die Raumsonde den Planeten alle 12 Stunden einmal für die Zeitdauer von einem Jahr auf der Erde (entspricht 2 Merkurtagen).
Am 5. Oktober 2011 veröffentlichten die Wissenschaftler ihre Ergebnisse der ersten 6 Monate der Mission auf dem European Planetary Science Congress in Nantes. Die Daten zeigten unerwartet hohe Konzentrationen von Magnesium und Calcium auf der Nachtseite von Merkur. Außerdem liegt das Magnetfeld des Planeten nicht im Mittelpunkt, sondern ist weit nach Norden verschoben.
Am 17. März 2012 startete die Erweiterung der Mission, um auch das Maximum des Sonnenfleckenzyklus beobachten zu können. Im November 2012 berichtete die NASA, dass die Raumsonde am Nordpol sowohl gefrorenes Wasser als auch organische Materialien in Kratern auf der Merkuroberfläche gefunden hat, in die nie Sonnenlicht fällt. Im Februar 2013 veröffentlichte die NASA eine aktuelle und bisher detaillierteste 3D-Karte der Merkuroberfläche. Sie besteht aus Tausenden von Bildern, die Messenger während der Mission aufgenommen hat.
Am 17. März 2013 beendete Messenger auch diese erweiterte Mission und verlängerte erneut bis März 2015. Zu diesem Termin sollte die Sonde gezielt zum Absturz gebracht werden. Im November 2013 gelang es Messenger sowohl den Enckeschen Kometen (2P/Encke) als auch den Kometen ISON (C/2012 S1) zu fotografieren.
Am 21. Januar 2015 wurde erfolgreich ein Manöver durchgeführt, um die Umlaufbahn zu erhöhen, die Mission so zu verlängern und weitere Aufnahmen machen zu können. Im März 2015 sollte das nächste Manöver folgen. Am 24. April 2015 wurde ein letztes Mal die Umlaufbahn der Raumsonde korrigiert. Der Treibstoff war nun aufgebraucht. Am 30. April schlug Messenger gegen 19:26 Uhr UTC (21:26 Uhr MESZ) mit einer Geschwindigkeit von ca. 3,91 Kilometern pro Sekunde (14.081 km/h) auf der erdabgewandten Seite des Merkur ein und hinterließ dabei einen Krater, dessen Durchmesser auf etwa 16 Meter geschätzt wird.

### Tabellarischer Überblick
Die nachfolgende Tabelle gibt einen Überblick über den Flugverlauf und die wichtigsten Wegstationen.
| Datum                        | Ereignis                      | Anmerkungen |
| ---------------------------- | ----------------------------- | --- |
| 3. August 2004               | Start                         | [ 20 ] |
| 24. August 2004              | TCM* 1                        | 215 Sekunden Triebwerksbrennzeit mit Δv (Geschwindigkeitsänderung) von etwa 18 m/s |
| 24. September 2004           | TCM 2                         | 62 Sekunden Triebwerksbrennzeit mit Δv ≈ 4,59 m/s |
| 18. November 2004            | TCM 3                         | 48 Sekunden Triebwerksbrennzeit mit Δv ≈ 3,24 m/s |
| 23. Juni 2005                | TCM 5                         | 174 Sekunden Triebwerksbrennzeit mit Δv ≈ 1,1 m/s, vorher geplante TCM 4 war nicht erforderlich |
| 21. Juli 2005                | TCM 6                         | 23 Sekunden Triebwerksbrennzeit mit Δv ≈ 0,15 m/s |
| 2. August 2005               | Swing-by an der Erde          | Erstes Swing-by an der Erde in einer Höhe von 2347 km |
| 12. Dezember 2005            | TCM 9/DSM** 1                 | 524 Sekunden Triebwerksbrennzeit mit Δv ≈ 315,63 m/s, vorher geplante TCM 7 und TCM 8 waren nicht erforderlich |
| 22. Februar 2006             | TCM 10                        | etwas über 2 Minuten Triebwerksbrennzeit mit Δv ≈ 1,4 m/s |
| 12. September 2006           | TCM 11                        | etwas unter 4 Minuten Triebwerksbrennzeit mit Δv ≈ 1,68 m/s |
| 5. Oktober 2006              | TCM 12                        | 58 Sekunden Triebwerksbrennzeit mit Δv ≈ 0,498 m/s |
| 24. Oktober 2006             | Swing-by an der Venus         | Erstes Swing-by an der Venus in einer Höhe von 2990 km (zweites Swing-by insgesamt) |
| 2. Dezember 2006             | TCM 13                        | 3607 Sekunden Triebwerksbrennzeit mit Δv ≈ 25,6 m/s |
| 25. April 2007               | TCM 15                        | 140 Sekunden Triebwerksbrennzeit mit Δv ≈ 0,568 m/s. Geplant war ein delta v von 0,767 m/s, aufgrund von Lageregelungsstörungen wurde es nicht erreicht. Die kleinere Geschwindigkeitsänderung erhöht die Entfernung beim Venus-Vorbeiflug am 6. Juni 2007 um circa 200 km |
| 25. Mai 2007                 | TCM 16                        | 36 Sekunden Triebwerksbrennzeit mit Δv ≈ 0,212 m/s. Dabei konnten während TCM-15 entstandene Fehler korrigiert werden |
| 5. Juni 2007                 | Swing-by an der Venus         | Zweites Swing-by an der Venus. Um 23:08 Uhr UTC wurde mit ca. 337 km die kleinste Entfernung zur Planetenoberfläche erreicht |
| 14. Januar 2008              | Swing-by am Merkur            | Erstes Swing-by am Merkur in einer Höhe von ca. 200 km |
| 6. Oktober 2008              | Swing-by am Merkur            | Zweites Swing-by am Merkur in einer Höhe von ca. 200 km |
| 29. September 2009 21:55 UTC | Swing-by am Merkur            | Drittes Swing-by am Merkur in einer Höhe von ca. 228 km |
| 18. März 2011                | Ankunft am Merkur             | Einschwenken in einen elliptischen Orbit um den Merkur |
| 15. Juni 2011                | Bahnkorrektur                 | Erste Bahnkorrektur für einen kreisförmigen Orbit und eine Verringerung des kleinsten Abstandes vom Merkur von gut 500 auf etwa 200 km |
| 17. März 2012                | Ende der Primärmission        | Beendigung der einjährigen Primärmission, Beginn der ersten erweiterten Missionsphase |
| 17. März 2013                | Ende der erweiterten Mission  | Ende der ersten erweiterten Missionsphase. Planung weiterer Missionsphasen. |
| 30. April 2015               | Abschluss der Mission/Absturz | Endgültiges Ende der Mission wie vorausberechnet mangels Treibstoff und daraus resultierendem Einschlag der Sonde in die Merkuroberfläche |

* TCM = Trajectory Correction Maneuver (Bahnkorrekturmanöver)

** DSM = Deep Space Maneuver (Bahnänderungsmanöver)